# 祖納 (与那国町)

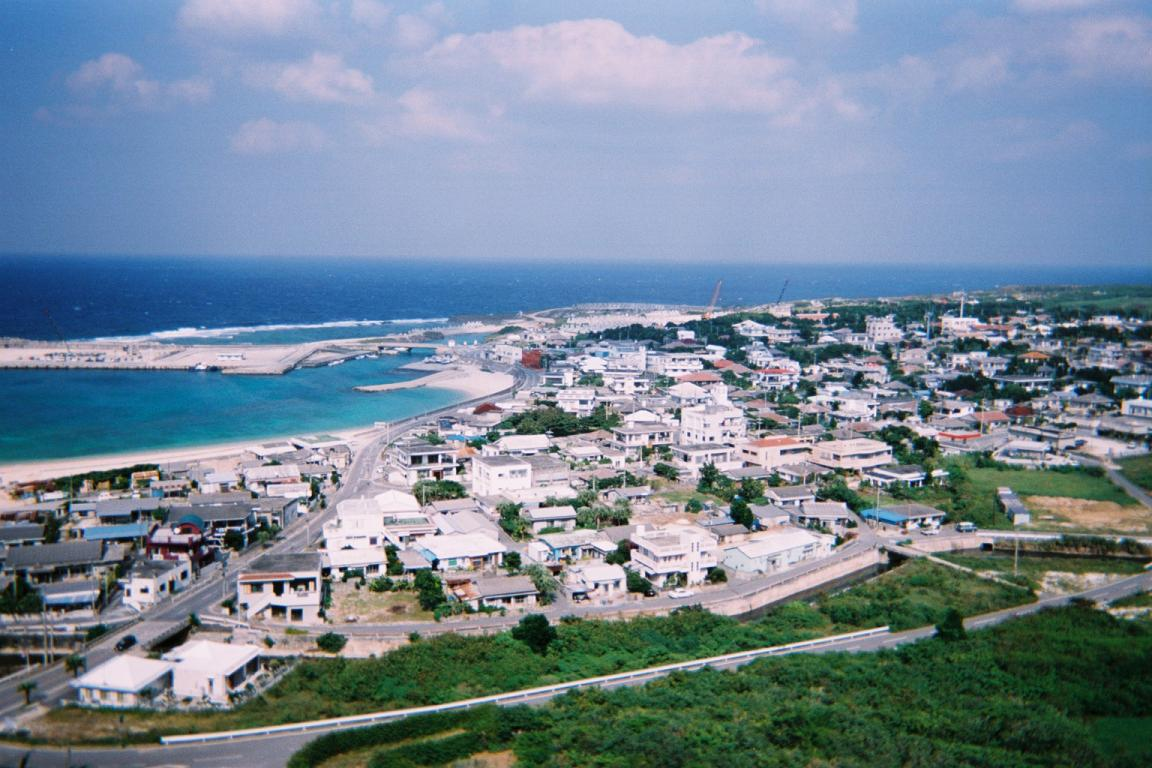
祖納集落と祖納港

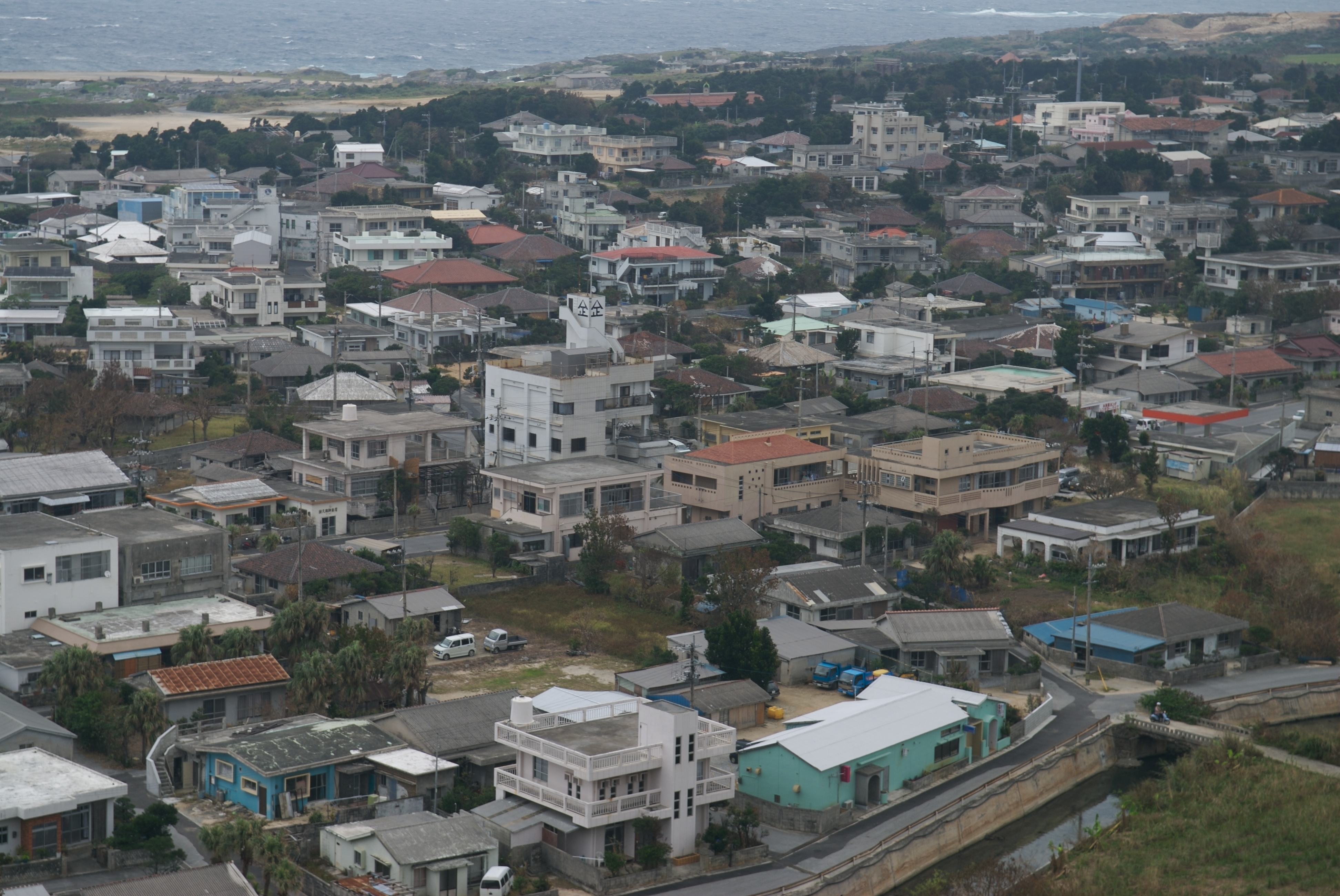
祖納集落中央部

祖納（そない）は日本の南西諸島、沖縄県八重山郡与那国町の地名。小字としての「祖納」という地名は「字与那国」の一部となっている。また、祖納地崎と呼ばれる無人島が近接しており、集落とは沖縄県道217号線で陸続きになっている。

## 概要
与那国島北部の集落。与那国町役場が置かれている島の中心地であり、かつては法務局や福岡入国管理局那覇支局の出張所も置かれていた。祖納港には現在、定期船は発着していないが台湾との交易拠点としての活用を視野に整備が進められており、与那国町と姉妹都市関係を結ぶ台湾北部・花蓮市との間に高速船を就航させる計画もある。
年中行事として、毎年7月に与那国島祖納豊年祭が開催される。

## 交通
与那国空港から東へ徒歩30分。最西端観光の路線バスが久部良・比川との間を循環している。

## 名所・旧跡・施設
- 与那国町役場
- 与那国郵便局
- 与那国民俗資料館
- 与那国町立与那国小学校
- 与那国町立与那国中学校
- 十山神社 - 日本最西端の神社。